# 生年別推理作家一覧 1930年代
生年別推理作家一覧 1930年代は、1930年代生まれの推理作家の生年別一覧である。
日本で活動する推理作家および、日本語訳のある日本以外の推理作家名を掲載する。また、推理小説にゆかりの深い翻訳家、評論家、編集者名も併せて掲載する。

## 1930年生
日本
- 梶山季之
- 笹沢左保
- 西村京太郎
- 西村寿行
- 和久峻三

アメリカ
- エドワード・D・ホック

イギリス
- コリン・デクスター
- ジューン・トムスン
- ルース・レンデル

オーストリア
- ロッテ・イングリッシュ

ドイツ
- ピエール・フライ

フランス
- ミシェル・ルブラン

ロシア
- レオニード・スローヴィン

## 1931年生
日本
- 稲見一良
- 大谷羊太郎
- 清水一行
- 高柳芳夫
- 満坂太郎
- 峰隆一郎
- 山村正夫
- 山村美紗
- 若山三郎

アメリカ
- トレヴェニアン

イギリス
- ジョン・ル・カレ

オーストリア
- エルンスト・ヒンターベルガー

オランダ
- ヤンウィレム・ヴァン・デ・ウェテリンク

フランス
- セバスチアン・ジャプリゾ

ロシア
- ユリアン・セミョーノフ
- アルカージイ・ワイネル

## 1932年生
日本
- 辻真先
- 中上正文
- 藤原宰太郎

アメリカ
- ポール・アードマン
- ロバート・B・パーカー

イタリア
- ウンベルト・エーコ

ロシア
- フリードリヒ・ニェズナンスキイ

## 1933年生
日本
- 赤江瀑
- 梓林太郎
- 泡坂妻夫
- 生島治郎
- 斎藤栄
- 式貴士
- 竹谷正
- 津村秀介
- 戸川昌子
- 半村良
- 森村誠一

台湾
- 島崎博（1979年まで日本で活動、編集者・評論家・書誌研究者）

アメリカ
- ドナルド・E・ウェストレイク
- エドワード・バンカー
- ウォーレン・マーフィー
- ハーバート・リーバーマン

キューバ
- ダニエル・チャヴァリア

フランス
- ジャン・ヴォートラン

## 1934年生
日本
- 内田康夫
- 嵯峨島昭
- 海渡英祐
- 小泉喜美子
- 筒井康隆

## 1935年生
日本
- 阿刀田高
- 今井泉
- 大藪春彦
- 紀田順一郎
- 高城高
- 河野典生
- 小林久三
- 新宮正春
- 中町信
- 美唄清斗
- 吉原忠男

アメリカ
- アーロン・エルキンズ

ドイツ
- イングリート・ノル

フランス
- カトリーヌ・アルレー

## 1936年生
日本
- 小鷹信光（翻訳家）
- 志水辰夫
- 種村直樹
- 伴野朗
- 村岡圭三
- 権田萬治（評論家）

イギリス
- レジナルド・ヒル
- ピーター・ラヴゼイ

## 1937年生
日本
- 池田雄一

アメリカ
- ジョン・スラデック

イタリア
- ジュゼッペ・ペデリアーリ

デンマーク
- アーナス・ボーデルセン

## 1938年生
日本
- 伊野上裕伸
- 井原まなみ
- 豊田有恒
- 夏樹静子
- 山浦弘靖

アメリカ
- ローレンス・ブロック

イギリス
- アン・ペリー

ドイツ
- ホルスト・ボゼツキー

ロシア
- エドワード・トーポリ
- ゲオールギイ・ワイネル

## 1939年生
日本
- 筑波耕一郎
- 典厩五郎
- 南里征典

アメリカ
- ブライアン・ガーフィールド
- バリイ・N・マルツバーグ

スペイン
- マヌエル・バスケス・モンタルバン

他の年代へ
（19世紀 - 1901 - 1910年代 - 1920年代 - 1930年代 - 1940年代 - 1950年代 - 1960年代 - 1970年代 - 1980年代 - 1990年代）